# Roman Will
Roman Will, född 22 maj 1992, är en tjeckisk professionell ishockeymålvakt som är kontrakterad till NHL-organisationen Colorado Avalanche och spelar för deras primära samarbetspartner San Antonio Rampage i American Hockey League (AHL). Han har tidigare spelat på lägre nivåer för Lake Erie Monsters i AHL, BK Mladá Boleslav i Extraliga, Fort Wayne Komets i ECHL och Moncton Wildcats i Ligue de hockey junior majeur du Québec (LHJMQ).
Will blev aldrig draftad av någon NHL-organisation.